# Juliette Birouste
Juliette Birouste, född okänt år, död 1809, var en dansk balettdansare. Hon tillhörde Den Kongelige Ballets främsta medlemmar. 
Hon blev år 1798 engagerad vid kungliga baletten, där hon utnämndes till solodansare. Vid sekelskiftet 1800 nämns sju dansare som de främsta medlemmarna ur den danska baletten, av vilka tre kvinnliga: Marie Christine Björn, Margrethe Schall och Juliette Birouste, och fyra manliga: Antoine Bournonville, Carl Dahlén, Lars Poulsen och Hans Jörgen Weyle.